# Joe Harris (Schlagzeuger)
Joseph Allison „Joe“ Harris (* 23. Dezember 1926 in Pittsburgh; † 27. Januar 2016 ebenda) war ein amerikanischer Schlagzeuger des Modern Jazz. 

## Leben und Wirken
Joe Harris spielte um 1946 bei King Perry, mit dem erste Aufnahmen entstanden, und war von 1946 bis 1948 Mitglied der Dizzy Gillespie Big Band. 1948 spielte er mit Arnett Cobb, 1950 mit Billy Eckstine, 1952 mit Erroll Garner und 1954 kurzzeitig mit James Moody sowie im Apollo Theater in Harlem. Seit 1956 lebte und spielte er in Stockholm in Schweden, wohin er 1956 auf Tournee mit Rolf Ericson kam. 1960 war er auf Europa-Tour mit der Quincy Jones Big Band. 1961 bis 1966 arbeitete er in der SFB-Bigband. Dann kehrte er in die USA zurück, war aber oft in Europa und ging mit Betty Carter und Ella Fitzgerald sowie mit der Kenny Clarke/Francy Boland Big Band auf Tour. 1970 bis 1972 spielte er in Deutschland bei Max Greger und Heinz von Hermann; auch nahm er mit Niagara auf. In den 1970er Jahren kehrte er schließlich dauerhaft in die USA zurück, um an der University of Pittsburgh zu lehren. Er spielte auch mit King Pleasure, Ray Brown, Milt Jackson, Sonny Rollins, Jimmy Cleveland, George Russell, Tommy Potter, Teddy Charles, den „Bebop Boys“ und Benny Bailey. Es existieren keine Einspielungen von ihm als Bandleader. Joe Harris war von 1946 bis 1984 an 121 Aufnahmesessions beteiligt.